# Linganapura, Chamarajanagar
Linganapura là một làng thuộc tehsil Chamarajanagar, huyện Chamarajanagar, bang Karnataka, Ấn Độ.